# Centro Panrusso de Exposições

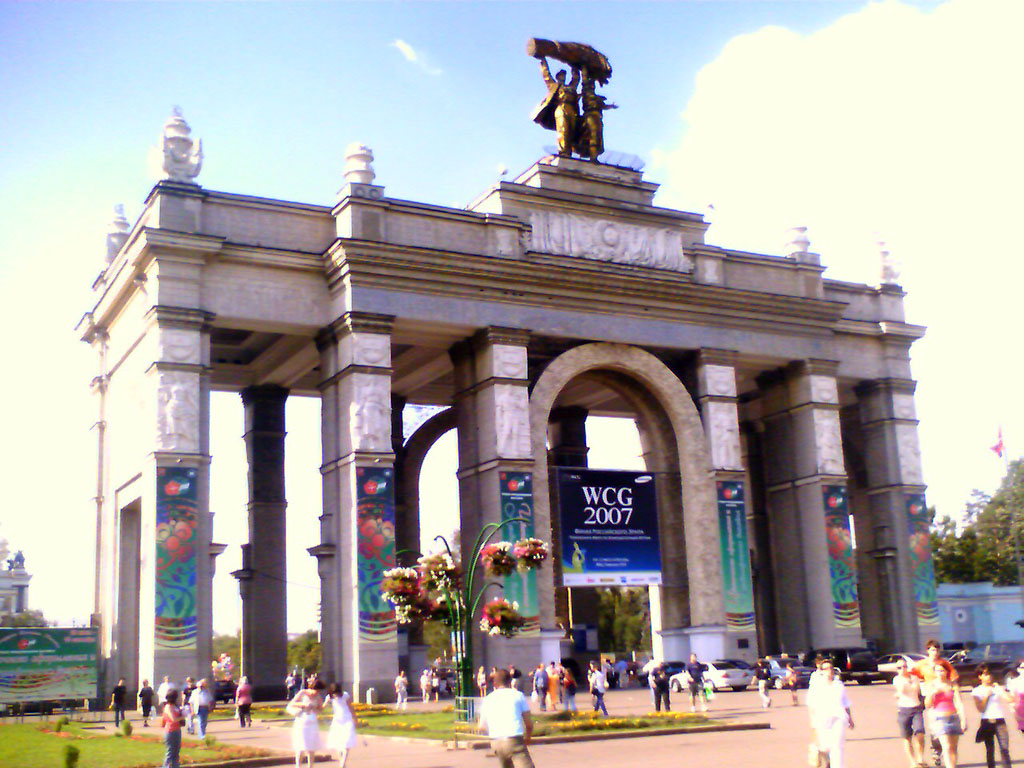
Entrada do
Centro Panrusso de Exposições.

O Centro Panrusso de Exposições, (em russo: Всероссийский выставочный центр), é um centro permanente para feiras de exposição localizado em Moscou, Rússia. 
O Centro Panrusso de Exposições, é hoje uma empresa estatal, com o nome oficialmente abreviado para "GAO VVC", de Gosudarstvennoye aktsionernoye obshchestvo "Vserossiyskiy vystavochny  centr".
O VVC é um membro da IUEF (desde 1991) e da UFI (desde 1997).

## Histórico
A aprovação para a criação deste centro de exposições foi dada em 17 de Fevereiro de 1935, para uma exposição agrícola a ser realizada pela antiga União Soviética, com o nome de "Exibição Agrícola Pansoviética", em russo: Vsesoyuznaya selsko-khozyaystvennaya vystavka (VSKhV). O local, então conhecido como "Parque Ostankino", foi escolhido em 1935 e o plano mestre criado por Vyacheslav Oltarzhevsky, aprovado em 1936, para a exposição que deveria ter início em Julho de 1937. Muitos adiamentos, reformulações e reconstruções ocorreram, Josef Stalin adiou a inauguração para 1938 e Nikita Khrushchov adiou para 1939. Ele foi realmente inaugurado em 1 de Agosto de 1939 e funcionou até a invasão alemã. Ele foi fechado em 1 de Julho de 1941 até o fim da Segunda Guerra Mundial.

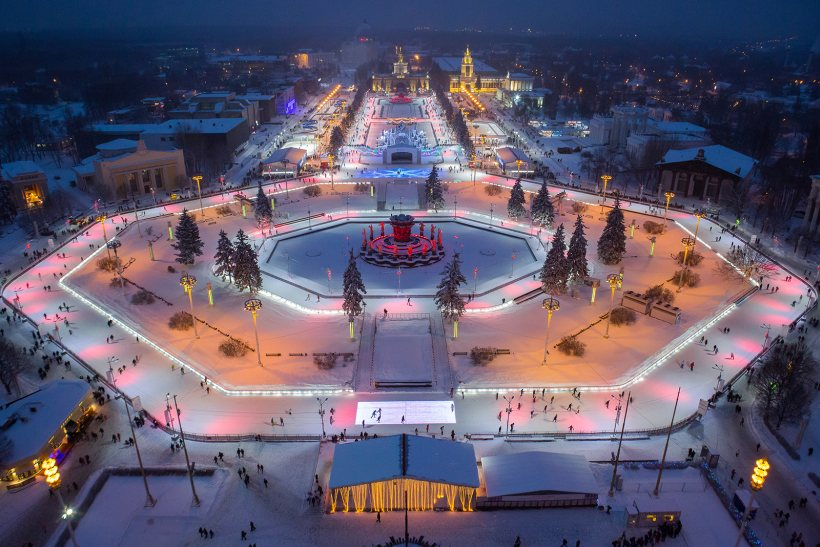
Rinque de patinagem.

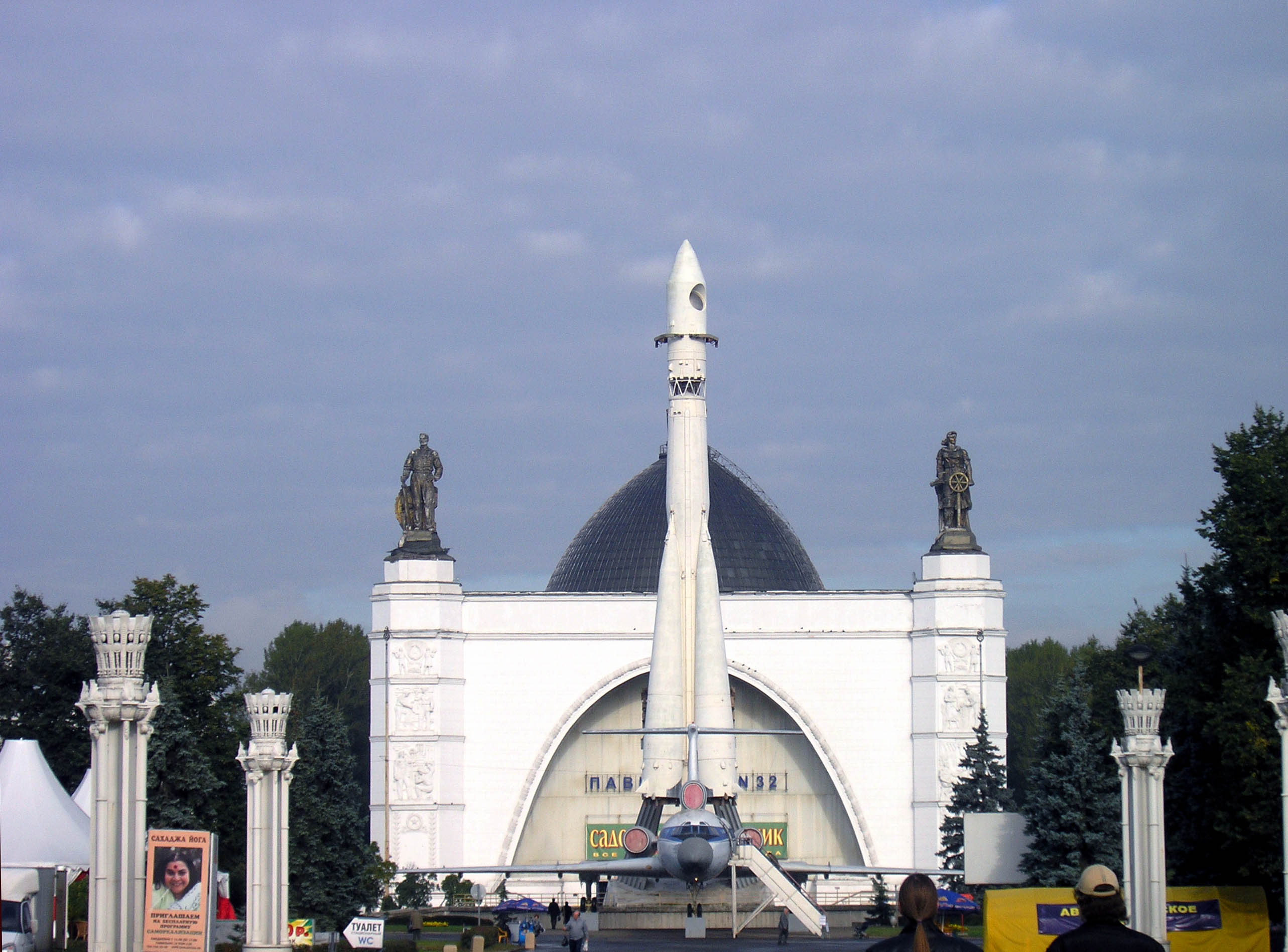
O pavilhão espacial.

Houve um período de renovação entre 1948 e 1959, quando ele foi rebatizado para Centro de Exibição das Realizações da Economia Nacional, em russo: Выставка достижений народного хозяйства Vystavka dostizheniy narodnovo khozyaystva, ou ВДНХ/VDNKh. Em 1989 o centro de exibições tinha 82 pavilhões com área total de exibição de 700 000 metros quadrados. Durante o período da União Soviética, o centro realizava cerca de 300 exposições nacionais e internacionais a cada ano.
Em 1992, o VDNKh foi rebatizado, recebendo seu nome atual, VVC. Ele ocupa uma área de 2 375 000 metros quadrados (maior que o Principado de Mônaco), sendo 266 000 metros quadrados de pavilhões fechados com cerca de 400 construções. Manutenções inadequadas da estátua "Operário e Mulher Kolkosiana" de Vera Mukhina causaram danos de tal ordem que ela foi desmontada (veja fotografias de 2006 do que sobrou). Ela foi selecionada para restauração e posterior instalação no topo do novo pavilhão em 2008, mas diminuições de verbas, dificultaram a restauração. Ela foi finalmente reerguida em Dezembro de 2009, agora no topo de um enorme pavilhão aparentemente recriando aquele da Exposition Internationale des Arts et Techniques dans la Vie Moderne da Expo mundial de 1937, para a qual ela foi originalmente construída.